# Plamen Nikolov
Plamen Ivanov Nikolov (in bulgaro Пламен Иванов Николов?; Drjanovo, 20 agosto 1961) è un ex calciatore bulgaro, di ruolo portiere.
È stato secondo portiere della Bulgaria al Campionato mondiale di calcio 1994.

## Palmarès

### Club
- Campionato bulgaro: 3

Levski Sofia: 1992-1993, 1993-1994, 1994-1995
- Coppa di Bulgaria: 4

Lokomotiv Sofia: 1981-1982
Levski Sofia: 1990-1991, 1991-1992, 1993-1994

### Individuale
- Calciatore bulgaro dell'anno: 1

1984